# Estação King
King é uma estação do metrô de Toronto, localizada na linha Yonge-University-Spadina. Localiza-se na intersecção da Yonge Street com a King Street. Queen não possui um terminal de ônibus/bonde integrado, e passageiros das sete linhas de superfície do Toronto Transit Commission que conectam-se com a estação precisam de um transfer para poderem transferirem-se da linha de superfície para o metrô e vice-versa. Pontos de interesse próximos incluem o First Canadian Place, o Scotia Plaza e o Toronto Stock Exchange. O nome da estação provém da King Street, a principal rua leste-oeste servida pela estação.